# 谷文中
谷 文中（たに ぶんちゅう、文政6年（1823年）- 明治9年11月28日（1876年））は、幕末から明治にかけての日本の画家。谷文晁の孫。谷文二の次男。
号は文中、別号に魯斎。江戸に生まれ東京で活躍した。画法を父 谷文二に学ぶ。享年54。浅草清島町源空寺に眠る。

## 主な作品
- 「梅花双鶏図』 絹本著色 双幅 板橋区立美術館
- 「山水図」 絹本墨画 袋棚4面 本間美術館（清遠閣1階上座敷の床の間所在）